# سامر هیز
سامر هیز (انگلیسی: Summer Haze) یک بازیگر پورنوگرافی اهل ایالات متحده آمریکا است.